# Himmelfahrt
Himmelfahrt è un album in studio del gruppo musicale industrial metal tedesco Megaherz, pubblicato nel 2000.

## Tracce
1. Du oder Ich - 3:33
2. Himmelfahrt - 6:03
3. Showdown - 4:07
4. Mensch-Maschine - 4:09
5. Windkind - 3:45
6. Falsche Götter - 4:42
7. Ruf' mich an - 3:41
8. Hurra – Wir leben noch - 4:45
9. Das Licht am Ende der Welt - 4:25
10. Beiß' mich! - 4:03
11. Tötet den DJ - 4:29
12. Tanz auf dem Vulkan - 5:42